# Deutschland Cup 2023
34. ročník hokejového turnaje Deutschland Cup se konal od 8 do 12. listopadu 2023 v Landshutu. Poprvé se konal také turnaj žen.

## Mužský turnaj

### Konečná tabulka
| Poř. | Tým       | Z | V | VP | PP | P | VG | OG | B |
| ---- | --------- | - | - | -- | -- | - | -- | -- | - |
| 1.   | Německo   | 3 | 2 | 0  | 0  | 1 | 10 | 6  | 6 |
| 2.   | Slovensko | 3 | 2 | 0  | 0  | 1 | 12 | 6  | 6 |
| 3.   | Dánsko    | 3 | 2 | 0  | 0  | 1 | 11 | 8  | 6 |
| 4.   | Rakousko  | 3 | 0 | 0  | 0  | 3 | 5  | 18 | 0 |

### Zápasy
| 9. listopadu 2023 12:30 | Rakousko | 1 : 7 (0:4, 1:2, 0:1) | Slovensko | Eisstadion am Gutenbergweg, Landshut Návštěvnost: 328 |  |

| Report                                       |                                              |                                 | |                                                                                     |
| David Madlener (od 21. minuty Stefan Müller) | David Madlener (od 21. minuty Stefan Müller) | Brankáři                        | Samuel Hlavaj | Rozhodčí: Christopher Schadewaldt Gordon Schukies Čároví: Denis Menz Tobias Schwenk |
| Feldner (Zwerger, Unterweger) 24:07'         | Feldner (Zwerger, Unterweger) 24:07'         | 0:1 0:2 0:3 0:4 1:4 1:5 1:6 1:7 | 07:56' Takáč (Faško-Rudáš, Cingeľ) 12:37' Baláž (Beňo) 14:29' Okuliar (Roman) 14:49' Baláž (Minarik) 33:30' Cingeľ (Čerešňák, Paulovič) 33:47' Okuliar 41:25' Faško-Rudáš | Rozhodčí: Christopher Schadewaldt Gordon Schukies Čároví: Denis Menz Tobias Schwenk |
| 6 min                                        | 6 min                                        | Tresty                          | 6 min | Rozhodčí: Christopher Schadewaldt Gordon Schukies Čároví: Denis Menz Tobias Schwenk |
| 11                                           | 11                                           | Střely                          | 22 | Rozhodčí: Christopher Schadewaldt Gordon Schukies Čároví: Denis Menz Tobias Schwenk |

| 9. listopadu 2023 19:45 | Německo | 4 : 1 (0:0, 1:1, 3:0) | Dánsko | Eisstadion am Gutenbergweg, Landshut Návštěvnost: 2 223 |  |

| Report | |                     |                        |                                                                            |
| Arno Tiefensee | Arno Tiefensee | Brankáři            | Mathias Seldrup        | Rozhodčí: Marc Iwert Seedo Janssen Čároví: Yannik Koziol Marius Wölzmüller |
| Pföderl (Samanski, Ugbekile) 25:58' Ugbekile (Eder, Kammerer) 52:47' Ehl (Varejcka, Appendino) 58:06' Eisenmenger (do prázdné branky) 59:33' | Pföderl (Samanski, Ugbekile) 25:58' Ugbekile (Eder, Kammerer) 52:47' Ehl (Varejcka, Appendino) 58:06' Eisenmenger (do prázdné branky) 59:33' | 1:0 1:1 2:1 3:1 4:1 | 39:13' Russell (Meyer) | Rozhodčí: Marc Iwert Seedo Janssen Čároví: Yannik Koziol Marius Wölzmüller |
| 10 min | 10 min | Tresty              | 6 min                  | Rozhodčí: Marc Iwert Seedo Janssen Čároví: Yannik Koziol Marius Wölzmüller |
| 30 | 30 | Střely              | 17                     | Rozhodčí: Marc Iwert Seedo Janssen Čároví: Yannik Koziol Marius Wölzmüller |

| 11. listopadu 2023 11:00 | Slovensko | 3 : 4 (0:2, 1:1, 2:1) | Dánsko | Eisstadion am Gutenbergweg, Landshut Návštěvnost: 1 500 |  |

| Report | |                             | |                                                                             |
| Matej Tomek                                                                                                  | Matej Tomek                                                                                                  | Brankáři                    | Mathias Seldrup | Rozhodčí: Marc Iwert Christopher Schadewaldt Čároví: Kai Jürgens Denis Menz |
| Cingeľ (Čerešňák, Faško-Rudáš) 32:29' Okuliar (Hrehorčák, Čerešňák) 54:05' Roman (Čerešňák, Čerešňák) 57:47' | Cingeľ (Čerešňák, Faško-Rudáš) 32:29' Okuliar (Hrehorčák, Čerešňák) 54:05' Roman (Čerešňák, Čerešňák) 57:47' | 0:1 0:2 0:3 1:3 1:4 2:4 3:4 | 08:08' Blichfeld (Mølgaard, Schultz) 16:55' Scheel (Bruggisser) 24:08' Aagaard (Mølgaard, Blichfeld) 53:50' Koch (Aagaard, From) | Rozhodčí: Marc Iwert Christopher Schadewaldt Čároví: Kai Jürgens Denis Menz |
| 10 min | 10 min | Tresty                      | 18 min | Rozhodčí: Marc Iwert Christopher Schadewaldt Čároví: Kai Jürgens Denis Menz |
| 27 | 27 | Střely                      | 25 | Rozhodčí: Marc Iwert Christopher Schadewaldt Čároví: Kai Jürgens Denis Menz |

| 11. listopadu 2023 18:00 | Německo | 5 : 3 (0:1, 1:1, 4:1) | Rakousko | Eisstadion am Gutenbergweg, Landshut Návštěvnost: 4 200 |  |

| Report | |                                 |                                                                                             |                                                                                 |
| Leon Hungerecker | Leon Hungerecker | Brankáři                        | Florian Vorauer                                                                             | Rozhodčí: Lasse Kopitz Gordon Schukies Čároví: Tobias Schwenk Marius Wölzmüller |
| Michaelis (Ehliz) 31:36' Michaelis (Schinko, Ehliz) 43:27' Varejcka (Pfaffengut) 44:10' Ehliz 46:26' Pfaffengut (Michaelis, do prázdné branky) 59:57' | Michaelis (Ehliz) 31:36' Michaelis (Schinko, Ehliz) 43:27' Varejcka (Pfaffengut) 44:10' Ehliz 46:26' Pfaffengut (Michaelis, do prázdné branky) 59:57' | 0:1 0:2 1:2 2:2 3:2 4:2 4:3 5:3 | 09:44' Baumgartner (Huber) 27:51' Baumgartner (Zwerger, Huber) 52:47' Baumgartner (Zwerger) | Rozhodčí: Lasse Kopitz Gordon Schukies Čároví: Tobias Schwenk Marius Wölzmüller |
| 8 min | 8 min | Tresty                          | 4 min                                                                                       | Rozhodčí: Lasse Kopitz Gordon Schukies Čároví: Tobias Schwenk Marius Wölzmüller |
| 26 | 26 | Střely                          | 27                                                                                          | Rozhodčí: Lasse Kopitz Gordon Schukies Čároví: Tobias Schwenk Marius Wölzmüller |

| 12. listopadu 2023 11:00 | Dánsko | 6 : 1 (2:0, 2:0, 2:1) | Rakousko | Eisstadion am Gutenbergweg, Landshut Návštěvnost: 1 600 |  |

| Report | |                             |                           |                                                                           |
| Kristers Steinbergs | Kristers Steinbergs | Brankáři                    | Florian Vorauer           | Rozhodčí: Seedo Janssen Lasse Kopitz Čároví: Yannik Koziol Tobias Schwenk |
| Bruggisser (Mølgaard, Aagaard) 02:26' Frederiksen (Kjær, Andersen) 12:20' From (Aagaard) 22:58' Russell (Bruggisser, Mølgaard) 39:16' Larsen (Blichfeld, Mølgaard) 41:29' Andersen (Frederiksen) 49:54' | Bruggisser (Mølgaard, Aagaard) 02:26' Frederiksen (Kjær, Andersen) 12:20' From (Aagaard) 22:58' Russell (Bruggisser, Mølgaard) 39:16' Larsen (Blichfeld, Mølgaard) 41:29' Andersen (Frederiksen) 49:54' | 1:0 2:0 3:0 4:0 5:0 6:0 6:1 | 56:33' Maier (Unterweger) | Rozhodčí: Seedo Janssen Lasse Kopitz Čároví: Yannik Koziol Tobias Schwenk |
| 8 min | 8 min | Tresty                      | 10 min                    | Rozhodčí: Seedo Janssen Lasse Kopitz Čároví: Yannik Koziol Tobias Schwenk |
| 24 | 24 | Střely                      | 18                        | Rozhodčí: Seedo Janssen Lasse Kopitz Čároví: Yannik Koziol Tobias Schwenk |

| 12. listopadu 2023 14:30 | Německo | 1 : 2 (0:1, 0:0, 1:1) | Slovensko | Eisstadion am Gutenbergweg, Landshut Návštěvnost: 4 200 |  |

| Report                            |                                   |             |                                                         |                                                                            |
| Florian Bugl                      | Florian Bugl                      | Brankáři    | Samuel Hlavaj                                           | Rozhodčí: Marc Iwert Gordon Schukies Čároví: Kai Jürgens Marius Wölzmüller |
| Pföderl (Eder, Zimmermann) 55:31' | Pföderl (Eder, Zimmermann) 55:31' | 0:1 0:2 1:2 | 01:06' Kašlík (Baláž) 42:23' Cingeľ (Čerešňák, Okuliar) | Rozhodčí: Marc Iwert Gordon Schukies Čároví: Kai Jürgens Marius Wölzmüller |
| 8 min                             | 8 min                             | Tresty      | 12 min                                                  | Rozhodčí: Marc Iwert Gordon Schukies Čároví: Kai Jürgens Marius Wölzmüller |
| 25                                | 25                                | Střely      | 26                                                      | Rozhodčí: Marc Iwert Gordon Schukies Čároví: Kai Jürgens Marius Wölzmüller |

## Ženský turnaj

### Konečná tabulka
| Poř. | Tým     | Z | V | VP | PP | P | VG | OG | B |
| ---- | ------- | - | - | -- | -- | - | -- | -- | - |
| 1.   | Česko   | 3 | 3 | 0  | 0  | 0 | 17 | 2  | 9 |
| 2.   | Finsko  | 3 | 2 | 0  | 0  | 1 | 18 | 5  | 6 |
| 3.   | Německo | 3 | 1 | 0  | 0  | 2 | 2  | 16 | 3 |
| 4.   | Dánsko  | 3 | 0 | 0  | 0  | 3 | 0  | 14 | 0 |

### Zápasy
| 8. listopadu 2023 16:15 | Česko | 4 : 2 (3:0, 0:1, 1:1) | Finsko | Eisstadion am Gutenbergweg, Landshut Návštěvnost: 300 |  |

| Report | |                         |                                                                       |                                                                          |
| Klára Peslarová | Klára Peslarová | Brankáři                | Anni Keisala                                                          | Rozhodčí: Vanessa Anselm Tijana Haack Čároví: Lara Fischer Julia Struber |
| Neubauerová (Šapovalivová) 07:20' Křížová (Mrázová, Pejšová) 12:05' Pejzlová (Vanišová) 18:02' Šapovalivová (Lásková, do prázdné branky) 59:57' | Neubauerová (Šapovalivová) 07:20' Křížová (Mrázová, Pejšová) 12:05' Pejzlová (Vanišová) 18:02' Šapovalivová (Lásková, do prázdné branky) 59:57' | 1:0 2:0 3:0 3:1 3:2 4:2 | 32:18' Savanderová (Salonenová, Yrjölä) 45:26' Nylundová (Liikalaová) | Rozhodčí: Vanessa Anselm Tijana Haack Čároví: Lara Fischer Julia Struber |
| 14 min | 14 min | Tresty                  | 8 min                                                                 | Rozhodčí: Vanessa Anselm Tijana Haack Čároví: Lara Fischer Julia Struber |
| 22 | 22 | Střely                  | 18                                                                    | Rozhodčí: Vanessa Anselm Tijana Haack Čároví: Lara Fischer Julia Struber |

| 8. listopadu 2023 19:15 | Německo | 1 : 0 (0:0, 1:0, 0:0) | Dánsko | Eisstadion am Gutenbergweg, Landshut Návštěvnost: 1 028 |  |

| Report                                          |                                                 |          |                     |                                                                                 |
| Sandra Abstreiterová                            | Sandra Abstreiterová                            | Brankáři | Caroline Thomsenová | Rozhodčí: Julia Kainberger Svenja Strohmenger Čároví: Marine Diant Leonie Ernst |
| Millerová (Häckelsmillerová, Schmitzová) 28:24' | Millerová (Häckelsmillerová, Schmitzová) 28:24' | 1:0      |                     | Rozhodčí: Julia Kainberger Svenja Strohmenger Čároví: Marine Diant Leonie Ernst |
| 6 min                                           | 6 min                                           | Tresty   | 6 min               | Rozhodčí: Julia Kainberger Svenja Strohmenger Čároví: Marine Diant Leonie Ernst |
| 29                                              | 29                                              | Střely   | 13                  | Rozhodčí: Julia Kainberger Svenja Strohmenger Čároví: Marine Diant Leonie Ernst |

| 9. listopadu 2023 16:15 | Finsko | 8 : 0 (1:0, 2:0, 5:0) | Dánsko | Eisstadion am Gutenbergweg, Landshut Návštěvnost: 520 |  |

| Report | |                                 |                       |                                                                               |
| Tiia Pajarinenová | Tiia Pajarinenová | Brankáři                        | Caroline Bjergstadová | Rozhodčí: Vanessa Anselm Svenja Strohmenger Čároví: Marine Diant Björn Edlund |
| Savolainenová (Vanhanenová, Liikalaová) 06:52' Nieminenová (Vanhanenová, Liikalaová) 24:11' Nieminenová (Hiirikoskiová, Liikalaová) 39:37' Savolainenová (Nieminenová) 41:13' Nieminenová (Vanhanenová, Savolainenová) 43:03' Täksová (Hiirikoskiová, Schalinová) 48:21' Täksová (Rantalaová, Nylundová) 53:01' Tulusová (Yrjölä, Nieminenová) 59:48' | Savolainenová (Vanhanenová, Liikalaová) 06:52' Nieminenová (Vanhanenová, Liikalaová) 24:11' Nieminenová (Hiirikoskiová, Liikalaová) 39:37' Savolainenová (Nieminenová) 41:13' Nieminenová (Vanhanenová, Savolainenová) 43:03' Täksová (Hiirikoskiová, Schalinová) 48:21' Täksová (Rantalaová, Nylundová) 53:01' Tulusová (Yrjölä, Nieminenová) 59:48' | 1:0 2:0 3:0 4:0 5:0 6:0 7:0 8:0 |                       | Rozhodčí: Vanessa Anselm Svenja Strohmenger Čároví: Marine Diant Björn Edlund |
| 2 min | 2 min | Tresty                          | 12 min                | Rozhodčí: Vanessa Anselm Svenja Strohmenger Čároví: Marine Diant Björn Edlund |
| 52 | 52 | Střely                          | 7                     | Rozhodčí: Vanessa Anselm Svenja Strohmenger Čároví: Marine Diant Björn Edlund |

| 10. listopadu 2023 15:00 | Česko | 5 : 0 (2:0, 1:0, 2:0) | Dánsko | Eisstadion am Gutenbergweg, Landshut Návštěvnost: 308 |  |

| Report | |                     |                     |                                                                                 |
| Viktorie Švejdová | Viktorie Švejdová | Brankáři            | Caroline Thomsenová | Rozhodčí: Svenja Strohmenger Julia Kainberger Čároví: Leonie Ernst Lara Fischer |
| Vanišová (Křížová, Seroiszková) 03:28' Plosová (Mrázová, Pištěková) 04:42' Mrázová (Jůzková, Lásková) 35:26' Neubauerová (Mrázová) 43:32' Mrázová (Neubauerová) 50:07' | Vanišová (Křížová, Seroiszková) 03:28' Plosová (Mrázová, Pištěková) 04:42' Mrázová (Jůzková, Lásková) 35:26' Neubauerová (Mrázová) 43:32' Mrázová (Neubauerová) 50:07' | 1:0 2:0 3:0 4:0 5:0 |                     | Rozhodčí: Svenja Strohmenger Julia Kainberger Čároví: Leonie Ernst Lara Fischer |
| 4 min | 4 min | Tresty              | 10 min              | Rozhodčí: Svenja Strohmenger Julia Kainberger Čároví: Leonie Ernst Lara Fischer |
| 51 | 51 | Střely              | 10                  | Rozhodčí: Svenja Strohmenger Julia Kainberger Čároví: Leonie Ernst Lara Fischer |

| 10. listopadu 2023 19:00 | Německo | 1 : 8 (0:2, 0:4, 1:2) | Finsko | Eisstadion am Gutenbergweg, Landshut Návštěvnost: 1 667 |  |

| Report                      |                             |                                     | |                                                                          |
| Chiara Schultesová          | Chiara Schultesová          | Brankáři                            | Anni Keisalaová | Rozhodčí: Vanessa Anselm Tijana Haack Čároví: Marine Dinant Julia Strube |
| Wagnerová (Klugeová) 49:05' | Wagnerová (Klugeová) 49:05' | 0:1 0:2 0:3 0:4 0:5 0:6 0:7 1:7 1:8 | 10:00' Vanhanenová (Liikalaová, Rantalaová) 13:56' Tulusová (Salonenová, Savolainenová) 22:57' Vainikková (Tulusová) 24:10' Salonenová (Savolainenová, Yrjänenová) 28:12' Liikalaová 33:04' Kailaová (Salonenová, Montonenová) 40:22' Tulusová (Nylundová) 49:25' Yrjänenová (Seikkulaová, Koukkulaová) | Rozhodčí: Vanessa Anselm Tijana Haack Čároví: Marine Dinant Julia Strube |
| 4 min                       | 4 min                       | Tresty                              | 14 min | Rozhodčí: Vanessa Anselm Tijana Haack Čároví: Marine Dinant Julia Strube |
| 11                          | 11                          | Střely                              | 30 | Rozhodčí: Vanessa Anselm Tijana Haack Čároví: Marine Dinant Julia Strube |

| 11. listopadu 2023 14:30 | Německo | 0 : 8 (0:3, 0:1, 0:4) | Česko | Eisstadion am Gutenbergweg, Landshut Návštěvnost: 3 007 |  |

| Report               |                      |                                 | |                                                                           |
| Sandra Abstreiterová | Sandra Abstreiterová | Brankáři                        | Klára Peslarová (od 40. minuty Viktorie Švejdová) | Rozhodčí: Tijana Haack Julia Kainberger Čároví: Leonie Ernst Lara Fischer |
|                      |                      | 0:1 0:2 0:3 0:4 0:5 0:6 0:7 0:8 | 05:47' Neubauerová (Šapovalivová) 08:24' Čajanová (Křížová) 19:45' Křížová (Lásková, Seroiszková) 39:13' Přibylová (Tejralová, Plosová) 40:44' Křížová 49:44' Neubaureová 50:45' Plosová (Pištěková) 56:33' Mrázová (Pejšová, Šapovalivová) | Rozhodčí: Tijana Haack Julia Kainberger Čároví: Leonie Ernst Lara Fischer |
| 16 min               | 16 min               | Tresty                          | 6 min | Rozhodčí: Tijana Haack Julia Kainberger Čároví: Leonie Ernst Lara Fischer |
| 22                   | 22                   | Střely                          | 34 | Rozhodčí: Tijana Haack Julia Kainberger Čároví: Leonie Ernst Lara Fischer |